# チャラン・パゴ・オルド
チャラン・パゴ・オルド (英語: Chalan Pago-Ordot、チャモロ語: Chalan Pågu-Otdot)はグアムの村である。 チャラン・パゴとオルドの2つの村落で構成され、グアムの中央部に位置する。